# Грейзіервілл (Пенсільванія)
Грейзіервілл (англ. Grazierville) — переписна місцевість (CDP) в США, в окрузі Блер штату Пенсільванія. Населення — 670 осіб (2020).

## Географія
Грейзіервілл розташований за координатами 40°39′27″ пн. ш. 78°16′15″ зх. д. / 40.65750° пн. ш. 78.27083° зх. д. (40.657585, -78.270749).  За даними Бюро перепису населення США в 2010 році переписна місцевість мала площу 2,85 км², уся площа — суходіл.

## Демографія
Згідно з переписом 2010 року, у переписній місцевості мешкало 665 осіб у 268 домогосподарствах у складі 193 родин. Густота населення становила 233 особи/км².  Було 287 помешкань (101/км²).
Расовий склад населення:
| - 96,4 % — білих - 2,9 % — чорних або афроамериканців - 0,3 % — азіатів - 0,2 % — корінних американців |

До двох чи більше рас належало 0,3 %. Частка іспаномовних становила 0,0 % від усіх жителів.
За віковим діапазоном населення розподілялося таким чином: 26,5 % — особи молодші 18 років, 60,9 % — особи у віці 18—64 років, 12,6 % — особи у віці 65 років та старші. Медіана віку мешканця становила 37,6 року. На 100 осіб жіночої статі у переписній місцевості припадало 97,9 чоловіків;  на 100 жінок у віці від 18 років та старших — 89,5 чоловіків також старших 18 років.
Середній дохід на одне домашнє господарство  становив 63 313 долари США (медіана — 57 917), а середній дохід на одну сім'ю — 74 395 доларів (медіана — 85 156). Медіана доходів становила 31 964 долари для чоловіків та 35 515 доларів для жінок. За межею бідності перебувало 3,4 % осіб, у тому числі 0,0 % дітей у віці до 18 років та 0,0 % осіб у віці 65 років та старших.
Цивільне працевлаштоване населення становило 381 особа. Основні галузі зайнятості: освіта, охорона здоров'я та соціальна допомога — 23,6 %, мистецтво, розваги та відпочинок — 16,0 %, будівництво — 13,6 %.